# Ішкашимський хребет
Ішкаши́мський хребе́т — гірський хребет в Таджикистані. Відноситься до гірської системи Паміру.
Простягається із півночі на південь між долинами річок Шахдара на сході та П'яндж на заході й півдні. На південному сході з'єднується з Шахдаринським хребтом. Вкритий льодовиками. Найвища точка — пік Маяковського (6095 м).
| Таджикистан | Це незавершена стаття з географії Таджикистану. Ви можете допомогти проєкту, виправивши або дописавши її. |